# Elecciones estatales de Turingia de 1994
La elección estatal en Turingia de 1994 fue la segunda elección al Landtag de Turingia. Se celebró en paralelo a las elecciones federales de 1994.

## Candidaturas

### Formaciones con representación parlamentaria
| Partido(s) | Partido(s) | Partido(s)                            | Ideología              | Posición        | Cabeza de lista  | Escaños en el Parlamento |
| ---------- | ---------- | ------------------------------------- | ---------------------- | --------------- | ---------------- | ------------------------ |
|            | CDU        | Unión Demócrata Cristiana de Alemania | Democracia cristiana   | Centroderecha   | Bernhard Vogel   | 44/89                    |
|            | SPD        | Partido Socialdemócrata de Alemania   | Socialdemocracia       | Centroizquierda | Gerd Schuchardt  | 21/89                    |
|            | PDS        | Partido del Socialismo Democrático    | Socialismo democrático | Izquierda       | Gabi Zimmer      | 9/89                     |
|            | FDP        | Partido Democrático Libre             | Liberalismo clásico    | Centroderecha   | Andreas Kniepert | 9/89                     |
|            | Grüne      | Alianza 90/Los Verdes                 | Política verde         | Centroizquierda | Christine Grabe  | 6/89                     |

## Resultados
Los resultados fueron:
|  | 42.3 % |

|  | 42.6 % |

|  | 30.8 % |

|  | 29.6 % |

|  | 16.5 % |

|  | 16.6 % |

|  | 5.7 % |

|  | 4.5 % |

|  | 3.7 % |

|  | 3.2 % |

|  | 0.9 % |

|  | 3.6 % |

|  | 96.8 % |

|  | 97.3 % |

|  | 3.2 % |

|  | 2.7 % |

|  | 100.00 % |

|  | 100.00 % |

|  | 74.8 % |

|  | 74.8 % |

## Post-elección
Después de que el FDP no obtuviera representación y la CDU no alcanzara la mayoría absoluta de 45 escaños, una gran coalición CDU/SPD se formó bajo el primer ministro Bernhard Vogel (CDU).